# Horaga overdijkinki
Horaga overdijkinki är en fjärilsart som beskrevs av Corbet 1941. Horaga overdijkinki ingår i släktet Horaga och familjen juvelvingar. Inga underarter finns listade i Catalogue of Life.